# Marcin Kuś
Marcin Robert Kuś (ur. 2 września 1981 w Warszawie) – polski piłkarz, występujący na  pozycji obrońcy, reprezentant Polski.

## Kariera klubowa
Piłkarską karierę rozpoczynał w Polonii Warszawa. W jej barwach 18 września 1999 zadebiutował w I lidze, wchodząc na boisko w 89. minucie wygranego 1:0 meczu z ŁKS-em Łódź za Arkadiusza Kaliszana. Był to jego jedyny występ w sezonie 1999/2000, gdyż rundę wiosenną spędził w rezerwach. W kolejnych rozgrywkach coraz częściej pojawiał się na boisku, a ze swoją drużyną zdobył puchar Polski – wystąpił pełne 90 minut w pierwszym finałowym spotkaniu. Przez następne dwa lata był podstawowy graczem stołecznego zespołu; strzelił także swoją pierwszą bramkę w najwyższej polskiej klasie ligowej. Uczynił to pod koniec kwietnia 2002, gdy zdobył gola w pojedynku z Pogonią Szczecin. Latem 2003 Kuś wyjechał na testy do Hannoveru 96. W jednym ze sparingów zerwał więzadła krzyżowe. W tej sytuacji drużyna Bundesligi zrezygnowała z jego transferu.
We wrześniu 2003 Kuś był bliski przejścia do Legii Warszawa. Do transferu jednak nie doszło, a kontuzja zerwania więzadeł krzyżowe wykluczyła go z gry w sezonie 2003/2004. W kolejnych rozgrywkach uczestniczył w treningach rezerw Polonii, zagrał także w spotkaniu pierwszego zespołu z Warmią Grajewo. Jego kontrakt ze stołecznym klubem został rozwiązany przez PZPN po orzeczeniu winy zawodnika. W styczniu 2005 podpisał dwuletnią umowę z Lechem Poznań. Występował w nim przez rok, w ciągu którego zaliczył 20 ligowych meczów. 15 stycznia 2006 został wypożyczony na pół roku z opcją wykupu do Queens Park Rangers. W angielskim zespole zadebiutował 4 lutego w spotkaniu z Leeds United, a łącznie rozegrał trzy mecze. Od lata 2006 do lutego 2007 bronił barw rosyjskiego Torpedo Moskwa, w którym był podstawowym zawodnikiem i wystąpił w 13 meczach.
W lutym 2007 Kuś podpisał kontrakt z Koroną Kielce. W sezonie 2006/2007 dotarł z nią do finału pucharu Polski, w którym kielecki zespół przegrał 0:2 z Dyskobolią Grodzisk Wielkopolski. W kolejnych rozgrywkach był podstawowym piłkarzem swojego klubu, strzelił także jednego gola – zdobył bramkę w wygranym 4:0 meczu z Polonią Bytom. Zaliczył także jedno trafienie samobójcze – w ostatniej minucie pojedynku z Górnikiem Zabrze, ale nie wpłynęło ono znacząco na końcowy wynik meczu, gdyż Korona zwyciężyła 3:2. Latem 2008 Kuś związał się trzyletnim kontraktem z tureckim zespołem İstanbul Büyükşehir Belediyespor, w którym jest graczem pierwszej jedenastki.
20 marca 2013 roku został zawodnikiem Górnika Zabrze, z którym związał się umową trwającą do końca sezonu 2012/13. 26 czerwca 2013 przeszedł do Cracovii. Od lipca 2014 zawodnik Ruchu Chorzów.

## Kariera reprezentacyjna
Do reprezentacji Polski Kuś po raz pierwszy został powołany na towarzyskie spotkanie z Belgią 21 sierpnia 2002, w którym debiut jak selekcjoner zaliczył Zbigniew Boniek. Mecz zakończył się remisem 1:1, a piłkarz wystąpił w nim w drugiej połowie, zmieniając w przerwie Michała Żewłakowa. W październiku 2002 zagrał w podstawowym składzie przeciwko Nowej Zelandii.
Na kolejne powołania do reprezentacji Polski Kuś czekać musiał do marca 2006. Został wówczas desygnowany przez Pawła Janasa na towarzyski mecz z Arabią Saudyjską. W spotkaniu rozegranym w Rijadzie na boisku przebywał przez ostatni kwadrans, a Polska po dwóch golach Łukasza Sosina pokonała rywali 2:1. Kuś zagrał także w dwóch majowych spotkaniach z Litwą i Wyspami Owczymi, które były przygotowaniami do Mistrzostw Świata w Niemczech, jednak na sam turniej nie pojechał.
Kolejny występ zaliczył w grudniu 2007, kiedy to zagrał w wygranym 1:0 meczu z Bośnią i Hercegowiną. W lutym następnego roku wystąpił w pojedynku z reprezentacją Finlandii. Był w nim najlepszym polskim obrońcą, nie pozwalał rywalom na konstruowanie akcji prawą stroną. Z dobrej strony pokazał się także w drugiej połowie, gdy włączał się w akcje ofensywne. Był to jego ostatni mecz w barwach narodowych.
| Mecze i gole w reprezentacji | Mecze i gole w reprezentacji | Mecze i gole w reprezentacji | Mecze i gole w reprezentacji | Mecze i gole w reprezentacji | Mecze i gole w reprezentacji | Mecze i gole w reprezentacji         |
| #                            | Data                         | Miasto                       | Przeciwnik                   | Gol                          | Wynik                        | Rozgrywki                            |
| ---------------------------- | ---------------------------- | ---------------------------- | ---------------------------- | ---------------------------- | ---------------------------- | ------------------------------------ |
| 1.                           | 21.08.2002                   | Szczecin                     | Belgia                       |                              | 1:1                          | towarzyski                           |
| 2.                           | 16.10.2002                   | Ostrowiec Św.                | Nowa Zelandia                |                              | 2:0                          | towarzyski                           |
| 3.                           | 28.03.2006                   | Rijad                        | Arabia Saudyjska             |                              | 2:1                          | towarzyski                           |
| 4.                           | 02.05.2006                   | Bełchatów                    | Litwa                        |                              | 0:1                          | towarzyski                           |
| 5.                           | 14.05.2006                   | Wronki                       | Wyspy Owcze                  |                              | 4:0                          | towarzyski                           |
| 6.                           | 15.12.2007                   | Kundu                        | Bośnia i Hercegowina         |                              | 1:0                          | towarzyski, (nieuznawany przez FIFA) |
| 7.                           | 02.02.2008                   | Pafos                        | Finlandia                    |                              | 1:0                          | towarzyski, (nieuznawany przez FIFA) |

## Życie prywatne
Jest ojcem polskiej lekkoatletki, Anastazji Kuś a także szwagrem piłkarza Rafała Szweda.